# Константин Цанков
Константин Иванов Цанков е български офицер, подпоручик. Участник в Сръбско-българската война (1885).

## Биография
Константин Цанков е роден на 18 юни 1864 г. в гр. Гюргево, Румъния в семейство на българи-емигранти. Посвещава се на военното поприще в Княжество България. Завършва пети випуск на Военното училище в София (1884).
В Сръбско-българската война (1885) е командир на I рота от II пехотен Струмски полк. Военно звание подпоручик. Участва в борбата на Изворския отряд (командир, капитан Стоян Филипов) за местността „Цветков гроб“. Загива на втория ден от войната при бой за спиране настъплението на Моравската сръбска дивизия към гр. Трън.